# Panzeria truncata
Panzeria truncata är en tvåvingeart som först beskrevs av Zetterstedt 1838.  Panzeria truncata ingår i släktet Panzeria och familjen parasitflugor. Inga underarter finns listade i Catalogue of Life.